# Еміль Ерленмеєр
Рі́хард А́вгуст Карл Емі́ль Ерленме́єр (28 червня 1825, Веген, Велике Герцогство Гессен — 22 січня 1909, Ашаффенбург, Баварія) — німецький хімік-органік.
Ерленмеєр навчався в Гіссенському (до 1845) та Гайдельберзькому (1846—1849) університетах. У 1850 році здобув ступінь доктора філософії в Гіссенському університеті. Після навчання працював фармацевтом у Гайдельберзі, а з 1857 року — у Вищій технічній школі в Мюнхені, де з 1868 мав посаду професора.
Основні дослідження Ерленмеєра здійснювалися в галузі органічної хімії. У 1861 році він відкрив реакцію утворення дисульфідів при окисненні меркаптанів сульфатною кислотою. У 1864 році він сформулював правило, котре постулювало неможливість існування сполук з кількома гідроксильними групами на одному атомі (цьому передувала низка невдалих спроб синтезувати метиленгліколь). Тоді ж він висунув ідею про існування подвійних зв'язків між атомами Карбону.
У 1865 році він запропонував структурні формули етилену та ацетилену, а рік по тому — формулу нафталіну, яку пізніше, у 1868 році, підтвердив Карл Гребе.

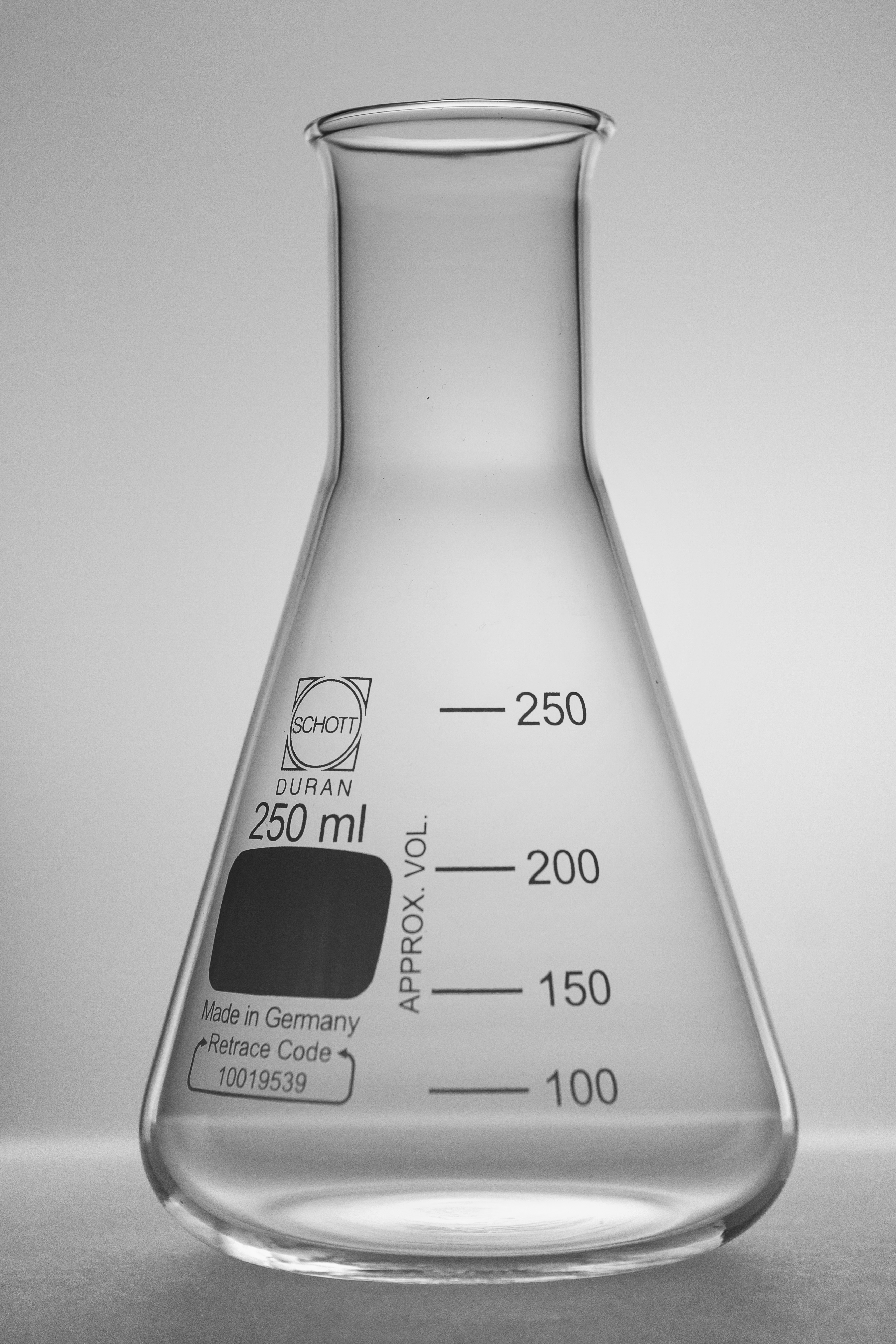
Колба Ерленмеєра

Ерленмеєр отримав ізомасляну кислоту (2-метилпропанову) і три ізомерні валеріанові кислоти. У 1880 році, незалежно від Петре Мелікішвілі, синтезував гліцидну кислоту. У 1883 він отримав амінокислоту тирозин, відкриту Лібіхом ще у 1846 році. Також синтезував лейцин, гуанідин та ізосерин.
У ході лабораторних практик він запропонував власну конструкцію колби для хімічного аналізу, названу пізніше колбою Ерленмеєра.
Ерленмеєр зробив великий внесок в атомну теорію. Ще з часів своєї юності цікавився структурою хімічних сполук та дискутував про це зі своїми колегами. З 1859 року він працює редактором журналу «Zeitschrift für Chemie, Pharmazie und Mathematik» у якому ставить свої теорії до дискусії. У 1862 році уперше встановлює на основі своїх досліджень, що у сполуках існують не лише одинарні зв'язки, але і подвійні та багатократні. Таким чином стає структура багатьох сполук зрозумілою. При публікації своїх результатів використовував схеми запису хімічних формул запропоновані Арчібальдом Купером, які після цього часу стали у вжитку.
З 1884 року Ерленмеєр став президентом Німецького хімічного товариства.